# Periplaneta australis
Periplaneta australis es una especie de cucaracha perteneciente al género Periplaneta, categorizada en la familia Blattidae, orden Blattodea.

Fue descrita por primera vez en 1827 por MacLeay. Aparece registrada y publicada en una sección de Annulosa. Catalogue of Insects, collected by Captain King, R.N. In Narrative of a Survey of the Intertropical and Western Coasts of Australia Performed Between the Years 1818 and 1822. Volume II. John Murray, London. p. 438–468 de 1827.

## Distribución
La especie se distribuye por Australia, en Territorio del Norte.